# René Englebert
Lambert Henri François René Englebert (Luik, 1 augustus 1865) was een Belgisch schutter.

## Levensloop
Englebert nam deel aan de Olympische Zomerspelen van 1908 te Londen. In het onderdeel 'pistool, 50 yards' werd hij er vijftiende. Met het Belgisch team (voorts bestaande uit Paul Van Asbroeck, Réginald Storms en Charles Paumier du Verger) behaalde hij in deze discipline zilver.
Ook won hij met het Belgisch team tweemaal goud op de wereldkampioenschappen in het onderdeel 'pistool, 50 meter', met name in 1905 te Brussel en in 1906 te Milaan.